# Línea 121 (EMT Madrid)
La línea 121 de la EMT de Madrid une la estación de Campamento con el Hospital 12 de Octubre.

## Características

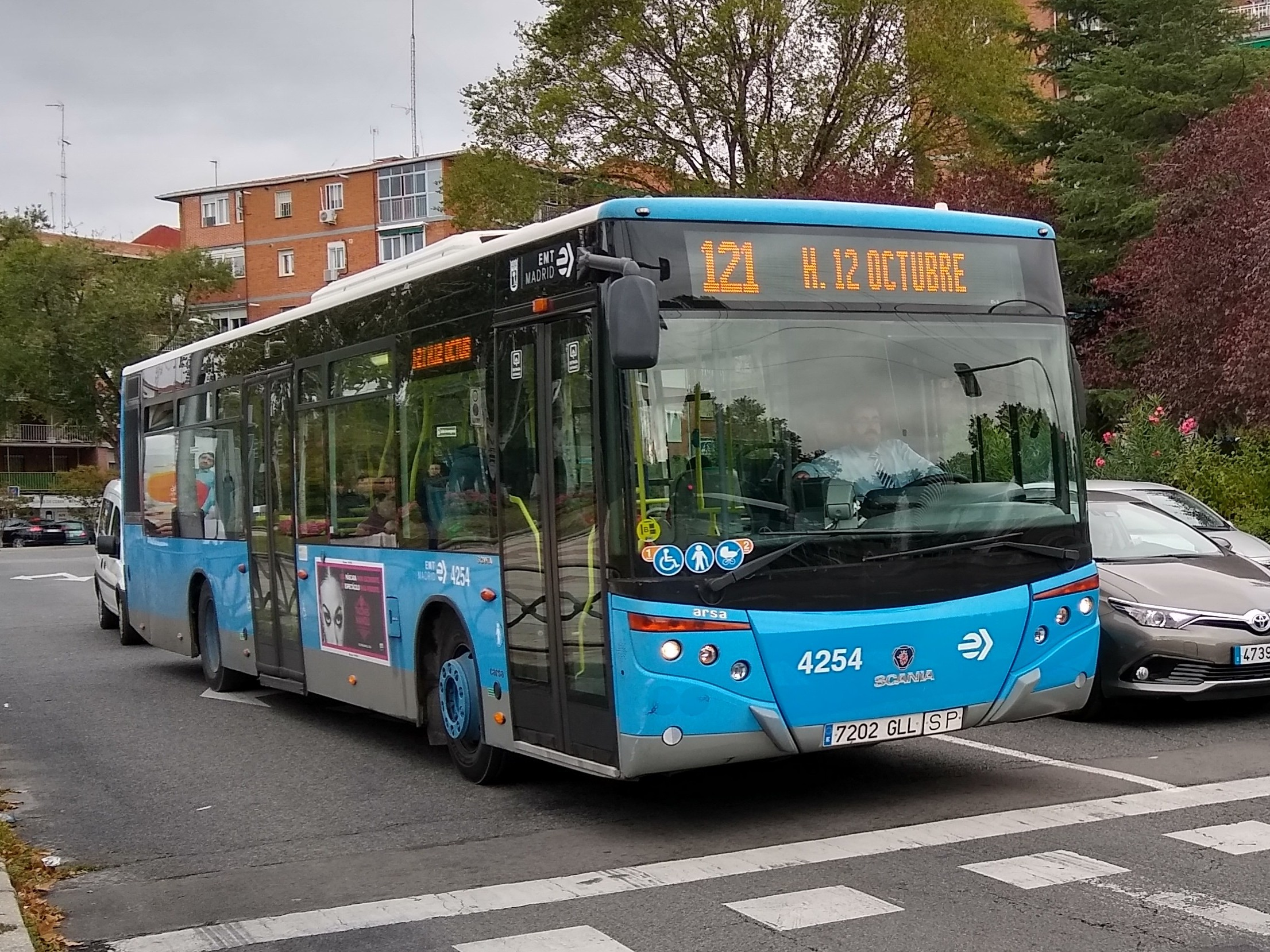
Autobús Scania N270UB Castrosua Versus de la línea 121 entrando al intercambiador de Aluche en 2019.

La línea comunica a los habitantes del barrio de Aluche y la mayor parte de la Avenida de los Poblados con el Hospital 12 de Octubre.
Originalmente, la línea 121 era una variante de la línea 131 que se dirigía al hospital en lugar de Villaverde Alto cuando llegaba al cruce de la Avenida de los Poblados con la calle del Doctor Tolosa Latour.

### Frecuencias
| Lunes a viernes laborables      |               |
| De 6:00 a 7:00 De 20:00 a 23:00 | 13-22 minutos |
| De 7:00 a 20:00                 | 11-16 minutos |
| Sábados laborables              |               |
| De 6:00 a 10:00                 | 21-28 minutos |
| De 10:00 a 23:00                | 21-26 minutos |
| Domingos y festivos             |               |
| De 7:00 a 10:00                 | 20-36 minutos |
| De 10:00 a 23:00                | 20-25 minutos |

## Recorrido y paradas

### Sentido Hospital 12 de Octubre
NOTA: Debido a las obras de soterramiento de la autovía A-5, las paradas sombreadas en naranja sustituyen a aquellas sombreadas en rojo, desde el 10 de febrero de 2025 hasta fin de obras.

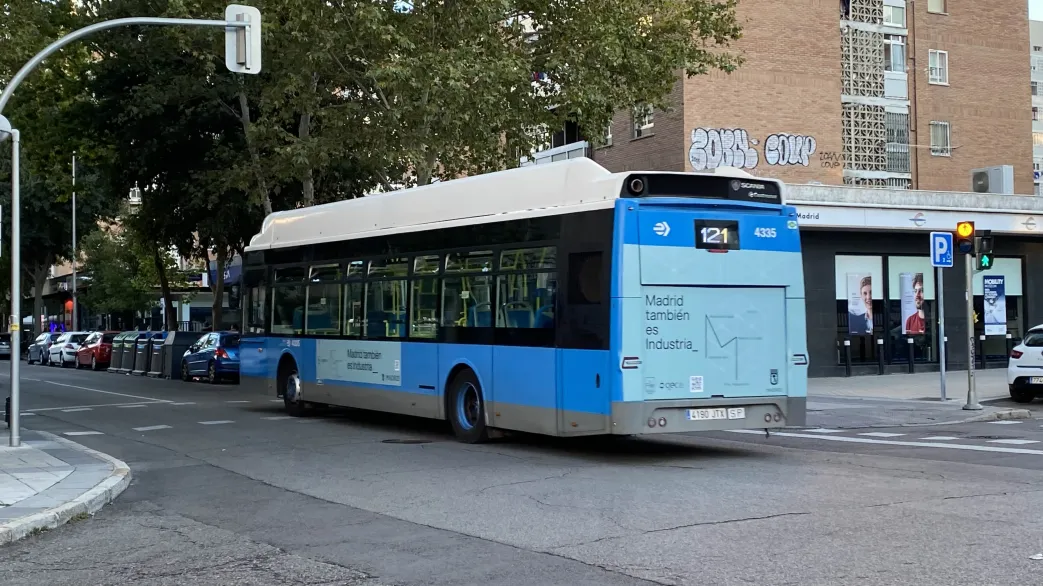
Autobús Scania N280UB Castrosua New City GNC de la línea 121 en la Calle Illescas.

La línea inicia su recorrido en la calle Seseña, próxima a la estación de Campamento de Metro de Madrid. Desde aquí sale a la Avenida del Padre Piquer girando a la derecha y por ella sale al Paseo de Extremadura, que recorre hasta la siguiente salida, donde se incorpora a la calle Illescas. Circula por la calle Illescas hasta la intersección con la calle Valmojado, donde gira a la derecha para circular por ésta hasta el final, llegando al área intermodal de la estación de Aluche.
Llegada a este punto, la línea toma la Avenida de los Poblados en dirección sureste, abandonándola temporalmente para circular por la Avenida de Carabanchel Bajo y la calle Antonia Rodríguez Sacristán, al final de la cual vuelve a ella, circulando hasta la intersección con la calle Doctor Tolosa Latour, donde gira a la izquierda para incorporarse a esta calle.
A continuación, circula por esta calle, adentrándose en la Ciudad Sanitaria del Hospital 12 de Octubre, donde tiene su cabecera junto a la Glorieta de Málaga.
| Código | Parada                                   | Común con                   | Conexiones con Metro y Cercanías       | Otros |
| ------ | ---------------------------------------- | --------------------------- | -------------------------------------- | ----- |
| 3190   | CAMPAMENTO (C/ Seseña, 80)               |                             | Campamento                             |       |
| 2326   | Campamento                               |                             |                                        |       |
| 5789   | Illescas-Centro de Salud                 |                             |                                        |       |
| 636    | Illescas-Escalona                        | 25                          |                                        |       |
| 5629   | Escalona-Illescas                        |                             |                                        |       |
| 3191   | Illescas 34                              | 25                          |                                        |       |
| 634    | Illescas-Tembleque                       | 25                          |                                        |       |
| 1480   | Illescas-Valmojado                       | 138                         |                                        |       |
| 1482   | Valmojado-Parque Aluche                  | 138                         |                                        |       |
| 1484   | Valmojado-Maqueda                        | 138                         |                                        |       |
| 658    | Intercambiador de Aluche                 | 131 139                     | Aluche                                 |       |
| 660    | Avenida de los Poblados-Comisaría        | 131 139 482 485 491 492 493 |                                        |       |
| 662    | Polideportivo Las Cruces                 | 131 139 482 485 491 492 493 |                                        |       |
| 3187   | Plaza del Parterre                       | 131 139                     |                                        |       |
| 2463   | Avenida de los Poblados-Eugenia Montijo  | 47 131 485                  |                                        |       |
| 2461   | Avenida de los Poblados-Carabachel Bajo  | 47 131                      |                                        |       |
| 2459   | Antonia Rodríguez Dacristán-Centro Salud | 47 131                      |                                        |       |
| 2457   | Antonia Rodríguez Sacristán              | 47 108 118 131              |                                        |       |
| 3186   | Avenida de los Poblados-Secoya           | 131 485                     |                                        |       |
| 3185   | Metro San Francisco                      | 131 155 485                 | San Francisco                          |       |
| 3183   | Avenida de los Poblados-Abrantes         | 131 155 484 485             |                                        |       |
| 3181   | Avenida de los Poblados-Vía Lusitana     | 116 131 155                 |                                        |       |
| 3180   | Avenida de los Poblados-Cochera EMT      | 116 131 155                 |                                        |       |
| 3178   | Tanatorio Sur                            | 116 131 155                 |                                        |       |
| 3139   | Avenida de los Poblados-Carretera Toledo | 116 131                     |                                        |       |
| 3141   | Avenida de los Poblados-Guetaria         | 116 131                     |                                        |       |
| 1963   | Avenida de los Poblados-Rafaela Ybarra   | 6 60 116 131                |                                        |       |
| 3175   | Avenida de los Poblados-Pradolongo       |                             |                                        |       |
| 3173   | Avenida de los Poblados-Expropiación     |                             |                                        |       |
| 5045   | Avenida de los Poblados-Tolosa Latour    | 81                          |                                        |       |
| 2870   | Tolosa Latour-Acceso 12 Octubre          | 81                          |                                        |       |
| 2871   | Hospital 12 Octubre-Maternidad           | 81                          |                                        |       |
| 2872   | Hospital 12 Octubre (Solo descenso)      | 81                          | Hospital 12 de Octubre Doce de Octubre |       |
| 3898   | HOSPITAL 12 OCTUBRE                      |                             | Hospital 12 de Octubre Doce de Octubre |       |

### Sentido Campamento

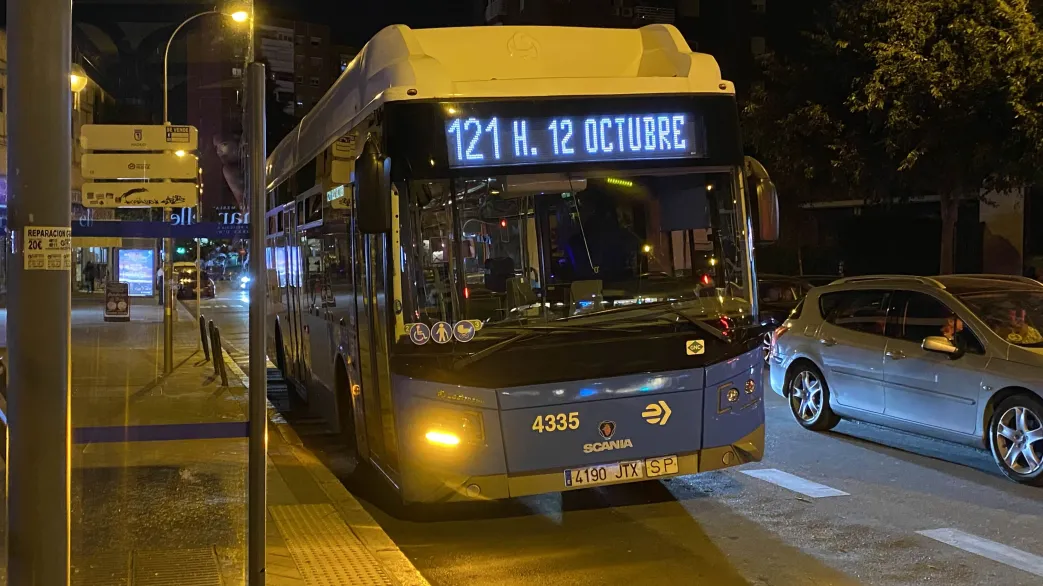
Autobús Scania N280UB Castrosua New City GNC de la línea 121 en la cabecera de Campamento por la noche.

La línea inicia su recorrido en la Glorieta de Málaga, junto al Hospital 12 de Octubre, desde la cual sale por la Avenida de Andalucía, gira a la derecha por la calle Eduardo Barreiros y de nuevo a la derecha para incorporarse a la Avenida de los Poblados. 
A partir de aquí, el recorrido es igual a la ida pero en sentido contrario (Avenida de los Poblados, Antonia Rodríguez Sacristán, Avenida de Carabanchel Bajo y Avenida de los Poblados) hasta llegar al área intermodal de la estación de Aluche, donde toma la calle Camarena.
Recorre la calle Camarena hasta la intersección con la calle Illescas, donde gira a la izquierda para circular por ella hasta la intersección con la calle Seseña, que toma girando de nuevo a la izquierda y por ella llega a la cabecera.
| Código | Parada                                    | Común con                   | Conexiones con Metro y Cercanías       | Otros |
| ------ | ----------------------------------------- | --------------------------- | -------------------------------------- | ----- |
| 3898   | HOSPITAL 12 OCTUBRE                       |                             | Hospital 12 de Octubre Doce de Octubre |       |
| 2873   | Avenida de los Poblados-Eduardo Barreiros | 81                          |                                        |       |
| 2874   | Avenida de los Poblados-Avenida Orcasur   | 81                          |                                        |       |
| 2875   | Avenida de los Poblados-Tolosa Latour     | 81                          |                                        |       |
| 3172   | Avenida de los Poblados-Expropiación      |                             |                                        |       |
| 3174   | Avenida de los Poblados-Pradolongo        |                             |                                        |       |
| 3176   | Avenida de los Poblados-Rafaela Ybarra    | 116 131                     |                                        |       |
| 3142   | Avenida de los Poblados-Guetaria          | 116 131                     |                                        |       |
| 3140   | Avenida de los Poblados-Carretera Toledo  | 116 131                     |                                        |       |
| 3177   | Tanatorio Sur                             | 116 131 155                 |                                        |       |
| 3179   | Avenida de los Poblados-Cochera EMT       | 116 131 155                 |                                        |       |
| 5057   | Avenida de los Poblados-Vía Lusitana      | 116 131 155                 |                                        |       |
| 3182   | Avenida de los Poblados-Abrantes          | 131 155 484 485             |                                        |       |
| 3184   | Metro San Francisco                       | 131 155 485                 | San Francisco                          |       |
| 2453   | Avenida de los Poblados-Secoya            | 47 118 131 155 485          |                                        |       |
| 2456   | Antonia Rodríguez Sacristán               | 47 108 118 131              |                                        |       |
| 2458   | Antonia Rodríguez Dacristán-Centro Salud  | 47 131                      |                                        |       |
| 2460   | Avenida de los Poblados-Carabachel Bajo   | 47 131                      |                                        |       |
| 2462   | Avenida de los Poblados-Eugenia Montijo   | 47 131                      |                                        |       |
| 667    | Plaza del Parterre                        | 131 139 482 485 491 492 493 |                                        |       |
| 663    | Polideportivo Las Cruces                  | 131 139 482 485 491 492 493 |                                        |       |
| 661    | Avenida de los Poblados-Comisaría         | 131 139 482 485 491 492 493 |                                        |       |
| 659    | Intercambiador de Aluche                  | 131 139                     | Aluche                                 |       |
| 2276   | Camarena-Ocaña                            | 31                          |                                        |       |
| 2274   | Camarena-Sagrada Familia                  | 31                          |                                        |       |
| 2272   | Camarena-Puerto Chico                     | 31                          |                                        |       |
| 631    | Illescas-Valmojado                        | 25                          |                                        |       |
| 633    | Illescas-Tembleque                        | 25                          |                                        |       |
| 5180   | Illescas 103                              | 25                          |                                        |       |
| 635    | Illescas-Escalona                         | 25                          |                                        |       |
| 5790   | Seseña-Centro de Salud                    |                             |                                        |       |
| 3190   | CAMPAMENTO (C/ Seseña, 80)                |                             | Campamento                             |       |